# Naoko Yamada
Naoko Yamada (山田 尚子, Yamada Naoko) és una animadora i directora de cinema  japonesa. Treballant per Kyoto Animation, va dirigir la sèrie anime K-On! (2009–2010) i Tamako Market (2013), i les pel·lícules d'anime Koe no Katachi (2016), Liz and the Blue Bird (2018) i El teu color (2024).
El 2021, va dirigir l'animació web (ONA) The Heike Story sota Science Saru. La sèrie es va estrenar a la televisió japonesa el gener de 2022. Ha guanyat diversos premis pel seu treball, a més d'haver guanyat fama mundial per les seves opcions estilístiques a l'anime. També va ser una de les persones més joves que va ser nomenada directora amb Kyoto Animation, obtenint la seva primera oportunitat de direcció uns 4 anys després d'acabar la universitat i començar a treballar per a l'estudi.

## Primers anys i educació
Yamada va néixer a la prefectura de Kyoto. De petita li agradava dibuixar  i copiava imatges de les sèries Patlabor i Bola de drac . Sempre mostrant interès pel cinema, Yamada es quedava desperta fins tard de petita només per veure qualsevol pel·lícula que es reproduís a la nit. També va mostrar interès per les activitats extraescolars, unint-se al club de voleibol a l'escola primària i als clubs de tennis i fotografia a l'institut. A la Kyoto Urigei, va estudiar pintura a l'oli i va ser membre del club d'efectes especials.

## Carrera
Originalment, Yamada tenia la intenció de treballar al cinema després de graduar-se a la universitat, però va decidir unir-se a Kyoto Animation després de veure un anunci que l'empresa havia publicat a la seva escola. Va treballar per primera vegada com a inbetweener per a l'anime molt popular Inuyasha (2000-2004), que en aquell moment va ser subcontractat a l'estudi. Finalment va ser promoguda com a animadora clau per a una adaptació televisiva de Air (2005). A partir d'aquí, treballarà com a animadora clau en diversos altres programes, com ara Suzumiya Haruhi no Yūutsu, Kanon, i Lucky Star. Després seria mentorada per un dels directors que ja treballava a Kyoto Animation, Tatsuya Ishihara. Quan se li va preguntar sobre els seus pensaments inicials sobre Yamada, Ishihara va dir "Vaig pensar que era una noia de subcultura que va anar a una universitat d'arts."
El seu primer treball com a directora va ser per al 17è episodi de la sèrie d'anime Clannad (2008), tot i que va ser K-On! (2009) que marca el seu debut com a director principal i el desenvolupament del seu estil únic. el 2010 i una pel·lícula el 2011, ambdues dirigides per Yamada. El 2013, va dirigir Tamako Market, una obra original que se centrava en el canvi dels personatges principals de l'adolescència a l'edat adulta. L'any següent, va dirigir la seva pel·lícula seqüela, Tamako Love Story, amb la que va guanyar el premi New Face al Japan Media Arts Festival. va fer sola el guió il·lustrat de tota la pel·lícula, i també va escriure la lletra del tema d'apertura, Everybody Loves Somebody.
El següent projecte de Yamada va ser el llargmetratge Koe no Katachi (2016), una adaptació del manga del mateix nom. Tot i que va reflexionar sobre els elements de l'assetjament escolar i la discapacitat física al Japó, Yamada va afirmar que no volia que aquests fossin el punt focal central, sinó que més aviat volia que el públic es concentrés en els aspectes més positius de la pel·lícula i utilitzava l'assetjament escolar com a mitjà per mostrar la personalitat de Shoya quan era adolescent. La pel·lícula es va estrenar al segon lloc de la taquilla japonesa i va recaptar un total de 2.300 milions de iens, la 19a pel·lícula més taquillera del Japó el 2016. La pel·lícula també va rebre múltiples nominacions als premis, com ara a la Millor pel·lícula d'animació als Premis de Cinema Mainichi i la millor animació de l'any al Premis de l'Acadèmia Japonesa. Està previst que Koe no Katachi es torni a estrenar als cinemes d'Amèrica del Nord el 12 d'octubre de 2022 per al cinquè aniversari de la pel·lícula.
El 18 de juliol de 2019, un un home va incendiar l'estudi principal de Kyoto Animation, matant 36 dels col·legues de Yamada i ferint 33 més. Es va informar que Yamada no havia resultat ferida en l'incendi.
El 2020, Yamada va marxar de Kyoto Animation i va debutar amb el seu primer treball fora del seu estudi original. Yamada va començar el seu treball a l'animació en xarxa The Heike Story, a l'estudi d'anime Science SARU, que va publicar el seu primer episodi el setembre de 2021.

## Estil i temes
Per a Yamada, la part més important de ser director és observar la gent. Es descriu a si mateixa com una directora de "mètode", posant èmfasi en la ment dels personatges. En una entrevista sobre la seva carrera a l'estrena britànica de "Liz and Blue Bird", Yamada afirma: "És molt important per a mi tractar els personatges com a persones individuals, no els penso imaginaris; en comptes d'això, intento posar-me en contacte amb ells des de la seva perspectiva." Per exemple, també va afirmar que, tot i que no vol evitar els temes LGBTQ+ ni donar-los un tractament especial, els presenta com un "curs natural".
El treball de Yamada sovint presenta plans d'angle baix a les cames, una opció estilística que la diferencia de molts altres directors d'anime. Quan se li va preguntar sobre aquesta elecció, va explicar: "Quan estàs nerviós, mous les cames. Crec que estaria bé expressar l'emoció així."
Yamada atribueix la majoria del seu estil i temes al seu amor per les pel·lícules d'imatge real. Tot i que va decidir treballar en animació, gran part de la seva composició de plans i l'ús de l'espai estan molt influenciats pels estils de pel·lícules que es troben en treballs d'imatge real. Concretament, el seu ús de plans d'angle baix, poca profunditat de camp i moviment de càmera variable, permet a Yamada atraure l'audiència estilísticament com ho faria qualsevol pel·lícula d'imatge real. Quan es tracta de com pensa Yamada sobre els seus personatges, se centra molt en els estils de comunicació. Yamada també se centra molt en la composició del color en cada pla de les seves obres, mitjançant l'ús de tons específics pot retratar millor les emocions que estan passant els personatges.
Tot i que gran part del treball de Yamada s'ha centrat en les protagonistes femenines, el seu treball a Koe no Katachi compta amb un protagonista masculí. Aquesta va ser una direcció difícil per a Yamada perquè havia dit: "M'encanten les noies, així que vull representar les noies d'aquí en endavant. Representar els nois és difícil. Per exemple, vaig pensar molt sobre què fer si els nois que van veure la pel·lícula pensarien que un noi no faria una cosa així."
Se sap que Yamada anima els seus companys de feina a tenir un entorn de treball agradable, afirmant que "quan dirigeixo un títol, estic decidida a fer qualsevol cosa per fer-lo genial, de manera que tothom se'n vagi pensant que valia la pena, content d'haver-hi participat."

## Filmografia

### Televisió
- Air (sèrie de televisió) (animador clau - 3 episodis, 2005) (in between animador - 2 episodis, 2005)
- Suzumiya Haruhi no Yūutsu  (animador clau - 4 episodis, 2006)
- Kanon (animador clau - 24 episodis, 2006)
- Lucky Star (animator - 6 episodis, 2007)
- Seirei no Moribito (artista de fons - 16 episodis, 2007)
- Clannad (sèrie de televisió) (animador clau - 27 episodis, 2008)
- K-On! (director, animador clau - 14 episodis, 2009)
- K-On!! (director - 26 episodis, 2010)
- Nichijou (animador - 13 episodis, 2011)
- Tamako Market (2013)
- Free! (animador clau - 12 episodis, 2013)
- Beyond the Boundary (animador clau - 15 episodis, 2014)
- Sound! Euphonium (2015, director d'unitat; amb Tatsuya Ishihara)
- Sound! Euphonium 2 (2016, sdirector d'unitat; amb Tatsuya Ishihara)
- Modern Love Tokyo (2022, episodi 7)[23]

### Pel·lícules
- K-On! The Movie (2011)
- Tamako Love Story (2014)
- Sound! Euphonium: The Movie – Welcome to the Kitauji High School Concert Band (2016, director d'unitat; amb Tatsuya Ishihara)
- Koe no Katachi (2016)
- Sound! Euphonium: The Movie – May the Melody Reach You! (2017, director d'unitat; amb Tatsuya Ishihara (director en cap) i Taichi Ogawa)
- Liz and the Blue Bird (2018)
- Sound! Euphonium: The Movie – Our Promise: A Brand New Day (2019, director d'unitat en cap; amb Tatsuya Ishihara)
- El teu color (2024)[24][25]

### Animació original d'internet
- The Heike Story (2021)[1]

## Premis i nominacions
| Any  | Títol                                                  | Japan Media Arts Festival | Premis de Cinema Mainichi | Tokyo Anime Awards | Festival de Sitges |
| ---- | ------------------------------------------------------ | ------------------------- | ------------------------- | ------------------ | ------------------ |
| 2010 | - Categoria televisió - K-On! (2009)                   |                           |                           | Guanyador          |                    |
| 2011 | - Categoria televisió - K-On! (2009)                   |                           |                           | Guanyador          |                    |
| 2014 | - Premi Nova Cara - Tamako Love Story (2014)           | Guanyador                 |                           |                    |                    |
| 2016 | - Millor pel·lícula d'animació - Koe no Katachi (2016) |                           | Nominació                 |                    |                    |
| 2018 | - Millor llargmetratge - Liz and the Blue Bird (2018)  |                           |                           |                    | Nominació          |